# Hemsökt (bokserie)
Hemsökt (på engelska är originalnamnet The Mediator, Medlaren) är en serie av sex romaner skrivna av Meg Cabot. De fyra första publicerades under pseudonymen Jenny Carroll medan de två sista under hennes riktiga namn. De första fyra har senare givits ut med nytt omslag och med namnet Meg Cabot som författare.

## Handling
Serien handlar om tonåringen Suzannah, som flyttar från New York till en liten stad i Kalifornien. Det ger henne chansen att börja om från början. "Suze" kan också kommunicera med spöken och hjälpa dem till att komma till ro. Denna förmåga har hon alltid betraktat som ett straff tills hon träffar Jesse - som bor i hennes nya sovrum -  och äntligen får nytta av sin förmåga.

## Bokserien
|   | USA          | Storbritannien    | Sverige                |
| - | ------------ | ----------------- | ---------------------- |
| 1 | Shadowland   | Love You to Death | Älska dig till döds    |
| 2 | Ninth Key    | High Stakes       | Det nionde kortet      |
| 3 | Reunion      | Mean Spirits      | Dödlig hämnd           |
| 4 | Darkest Hour | Young Blood       | På liv och död         |
| 5 | Haunted      | Grave Doubts      | Medlaren               |
| 6 | Twilight     | Heaven Sent       | Den fjärde dimensionen |